# El Chirú
El Chirú es un corregimiento panameño perteneciente al distrito de Antón, en la Provincia de Coclé. La localidad tiene 3.623 habitantes (2010).

## Historia
En 1575, el oidor, Alonso Criado de Castilla, en su célebre informe de la Audiencia de Panamá, refiere la existencia de un pueblo de indios libres con algo más de 100 almas, dedicado a la cría de ganados y al cultivo del maíz, llamado Pueblo Nuevo de los Reyes del Chirú en honor a su último cacique llamado Chirú, localizado a tres leguas de Natá, es decir, situado aproximadamente en el área cercana al sitio actual de Antón.
El navegante Diego Ruiz de Campos habla en 1631, de las producciones ganaderas en las vegas del río Chirú (hoy río Hato) y del río Antón, en la descripción más antigua y extensa que tenemos del medio natural y de la ocupación humana de esta parte del Istmo de Panamá.
El Distrito de Antón se establece legalmente el 12 de septiembre de 1855 , en acto de la Asamblea Constituyente del Estado Soberano de Panamá. En su artículo Segundo, acápite 3, se crea el departamento de Coclé, la ciudad de Natá, la Villa de Penonomé, y los pueblos de Aguadulce, Antón, Belén, la Pintada y Olá.

## Fuente
- Acto del 12 de septiembre de 1855 Sobre División Territorial.